# Guangzhou City Football Club
Guangzhou City Football Club (en chino tradicional, 廣州城; en chino simplificado, 广州城; pinyin, Guǎngzhōu Chéng) fue un club de fútbol de Guangzhou, Cantón que jugó en la Superliga China. El equipo disputaba sus partidos como local en el estadio Yuexiushan, con capacidad para 18 000 espectadores. El club era propiedad de los desarrolladores inmobiliarios chinos R&F Properties, que se hicieron cargo en junio de 2011. Las siglas «R&F» en inglés del club es la abreviatura de "Rich" (富) y "Force" (力).
El club fue fundado originalmente en 1986, en Shenyang y que una vez fue nombrado Shenyang Ginde FC (en chino tradicional, 瀋陽金德; en chino simplificado, 沈阳金德; pinyin, Shěnyáng Jīndé) donde jugaban en el Estadio Wulihe (五里河体育场), de 55.000 asientos, hasta que se trasladó a Changsha en 2007 para pasar al Estadio Helong. La empresa estadounidense de equipos deportivos y deportivos MAZAMBA se hizo cargo del club en 2010 y trasladó el club a Shenzhen en febrero de 2011. Su propiedad fue breve, y en junio de 2011 los promotores inmobiliarios chinos, Guangzhou R&F, se hicieron dueños del club y los trasladaron a la capital cantonesa. El club tuvo su temporada más exitosa en 2014, ya que terminó tercero en la liga y se clasificó para la Liga de Campeones de la AFC 2015. El 29 de marzo la ciudad de Guangzhou anunció que, debido a diversos factores que imposibilitaban al club la posibilidad de llegar a un acuerdo con algunos jugadores, se le denegó al club su continuidad en la Superliga China de 2023. Esto significó la necesidad de retirarse de la Liga de Fútbol Profesional de China de manera definitiva.

## Historia

### Fundación y comienzos (1986-2010)
El club fue fundado en 1986 por el cuerpo deportivo local del gobierno de Shenyang para participar en el sistema de liga de fútbol chino. El club fue nombrado simplemente «Shenyang» ((沈阳). El equipo comenzó en la parte inferior del sistema de la liga jugando en la segunda división. Fueron promovidos a la Liga China Jia-A de 1988 rápidamente después de que la liga se expandiese y el Liaoning FC no fuese elegido para alinear a su equipo de reserva en la misma división. Sin embargo, el club fue relegado después de solo una temporada. Con las siguientes campañas, el club se mantuvo en el segundo nivel, a excepción de una corta incursión en la campaña de 1992 en la Jia-A de China; sin embargo, nuevamente fueron relegados después de una sola temporada.
En la temporada de liga de 1994, todo el sistema de la liga de fútbol chino se había vuelto profesional. El club pudo adquirir un patrocinio y cambiar el nombre a Shenyang Liuyao (沈阳东北六药), pudiendo volver al nivel superior debido a su membresía de 1992. Cuando el equipo fue relegado nuevamente al final de la temporada, se renombraron Shenyang Huayang (沈阳华阳) y luego Shenyang Haishi (沈阳海狮, literalmente «Sementales de Shenyang») en 1996. Nuevamente el club ganó el ascenso al nivel superior; sin embargo, a diferencia de antes, pudieron evitar el descenso. Este iba a ser el comienzo del establecimiento del club dentro de la liga, aunque el equipo se benefició de varias temporadas en las que no hubo descenso mientras la liga se expandía. En 2001, el club fue adquirido por Ginde Plastic Pipe Industry Group, una subsidiaria del Grupo Hongyuan y cambió su nombre a Shenyang Ginde (沈阳金德). En 2007, el estadio Shenyang Wuilihe fue demolido. Mientras se esperaba que el club se mudara a otro estadio dentro de Shenyang, especialmente el Estadio del Centro Deportivo Olímpico de Shenyang, no se llegó a un acuerdo y el club se mudó a Changsha, en Hunan y cambió su nombre a Changsha Ginde (长沙金德).
Después de que el Changsha Ginde quedara relegada a la Primera Liga China al final de la temporada 2010 de la liga, el club fue comprado por MAZAMBA y se trasladó al Estadio Shenzhen en la ciudad de Shenzhen, Guangdong en febrero de 2011. Para representar este cambio, los propietarios cambiaron el nombre del club a Shenzhen Phoenix y cambió el uniforme local de azul cielo a verde. En mayo de 2011, el club se vio expuesto a graves problemas financieros y luchaba por pagar a sus jugadores y su alojamiento en un hotel.

### Guangzhou R&F (2011-2019)
Los dirigentes del club dudaron seriamente si podrían completar la temporada 2011, por lo que el Shenzhen Phoenix se puso a la venta. El club fue comprado por los inmobiliarios chinos Guangzhou R&F, quienes trasladaron el club al estadio Yuexiushan en Guangzhou y regresaron los colores del club a azul. Bajo los nuevos dueños los resultados mejoraron significativamente y el club obtuvo una promoción de regreso al nivel superior al final de la temporada 2011 de la Primera Liga China (quedando en 2.ª posición). El equipo terminó la Superliga China en séptimo lugar, y los dueños del club decidieron crear una escuela de fútbol en Meizhou. Sin embargo, al comienzo de la temporada de la Superliga de China 2013, el club tuvo problemas en la liga y el técnico Sérgio Farias fue despedido. El sueco Sven-Göran Eriksson, fue nombrado para reemplazarlo el 4 de junio de 2013 y se le otorgó un contrato por 19 meses. La primera temporada completa de Eriksson vería el club terminar tercero, su mejor resultado de liga, y calificar para la Liga de Campeones de la AFC por primera vez. El delantero marroquí Abderazzak Hamdallah fue un jugador clave para el equipo, anotando 22 veces en 22 apariciones. Sin embargo, el mánager Eriksson se fue al final de su contrato al Shanghai SIPG, que había terminado quinto ese año.
El 2 de enero de 2015, el club anunció que Cosmin Contra sería su nuevo entrenador. Contra entrenó al club en su primera aparición en la Liga de Campeones de la AFC 2015, pasando por las etapas preliminares contra Warriors FC y Central Coast Mariners para ganar un lugar en la fase de grupos. Sin embargo, a pesar de una victoria fuera de casa sobre el Gamba Osaka, el Guangzhou R&F fue eliminado en la fase de grupos. La actuación del equipo en liga también fue pobre y Contra fue despedida el 22 de julio. Li Bing fue instalado como técnico interino. Hubo más cambios, ya que el centrocampista defensivo coreano Park Jong-woo y el lesionado e inestable Hamdallah también abandonaron el club a mitad de temporada. Hamdallah solo marcó tres goles en 2015, convirtiéndose en el máximo goleador de todos los tiempos del club en el momento con 25, uno por delante de Yakubu Aiyegbeni. La interrupción continuó cuando R&F se vio obligado a jugar algunos de sus partidos en casa en el University City Stadium de Guangzhou mientras Yuexiushan estaba siendo restaurado, al igual que en 2012. Guangzhou R&F anunció a Dragan Stojković como su nuevo entrenador el 24 de agosto con un contrato hasta el final de la temporada 2017. Stojković conservó el estado de la máxima categoría del R&F al terminar 14.º de 16 equipos en 2015.
En julio de 2016, R&F firmó con el internacional israelí Eran Zahavi de Maccabi Tel Aviv F.C. Mientras que el estadio local Yuexiushan estaba siendo remodelado, R&F jugó sus primeros partidos en casa en 2017 en el Guangdong Provincial People's Stadium. El estilo de juego ofensivo de Stojković y los goles de Zahavi llevaron a R&F a terminar quinto en la Superliga de China 2017. Hubo una doble decepción en el último día de la temporada ya que el club no pudo clasificarse para la Liga de Campeones asiática y Zahavi perdió la oportunidad alcanzar el récord de goles en primera división por solo un gol. Sin embargo, sus 27 goles le valieron la bota de oro de 2017, y además el equipo lograría una gran posición liguera quedando en 5.ª posición.
A partir de 2018 el equipo cantonés cosecharía en liga resultados más modestos, quedando 10.º esa temporada (siendo a partir de ahí todo cuesta abajo). El año siguiente no mejorarían su clasificación, acabando así el 2019 únicamente en la 12.ª posición.  

### Pandemia COVID-19 y desaparición (2020-2023)
En el año 2020, marcado por la pandemia COVID-19, no se disputó la Superliga China de manera tradicional debido a la paralización del mundo y el confinamiento de las personas para evitar contagios. La liga se dividió en dos grupos, donde el Guangzhou City quedaría en 6.º de 8 equipos en el Grupo A. La temporada siguiente (2021) sería similar, siendo escindida la liga en el Grupo Guangzhou (4.ª posición de 8 equipos) y el Grupo Suzhou, pudiendo el equipo cantonés disputar la ronda de campeonato, quedando en 7.ª posición de 8 equipos.
Desde el 2021, debido a la combinación de múltiples factores como la pandemia y la economía, el club y el inversor R&F Group encontraron dificultades para continuar. Con el  apoyo del Gobierno Municipal de Guangzhou el equipo de la ciudad de Guangzhou pudo disputar sin problemas la Superliga China en 2022, quedando en una modesta 15.ª posición (esta vez disputándose una sola liga de 18 equipos). No obstante en 2023, en el proceso de resolver la deuda histórica del club, R&F Group y el club contaron con fondos limitados para llegar a un acuerdo con los jugadores en circunstancias extremadamente difíciles. Desafortunadamente no se logró llegar a un acuerdo con algunos jugadores,  no pudiendo así el club cantonés disputar la Superliga China de 2023, provocando su desaparición definitiva a través de un comunicado el 29 de marzo de dicho año.

### Historia del nombre
- 1986-1993 Shenyang (沈阳)
- 1994 Shenyang Liuyao (沈阳东北六药)
- 1995 Shenyang Huayang (沈阳华阳)
- 1996-2001 Shenyang Haishi (沈阳海狮)
- 2001-2006 Shenyang Ginde (沈阳金德)
- 2007-2010 Changsha Ginde (长沙金德)
- 2010-2011 Shenzhen Phoenix (深圳凤凰)
- 2011-2020 Guangzhou R&F (广州富力)
- 2020- Guangzhou City (广州城)[5]

## Resultados
- Al término de la temporada 2022 (última temporada antes de su desaparición)

Clasificación histórica de la liga
| Season   | 1986 | 1987 | 1988 | 1989 | 1990 | 1991 | 1992 | 1993 | 1994 | 1995 | 1996 | 1997 | 1998 | 1999 | 2000 | 2001 | 2002 | 2003 | 2004 | 2005 | 2006 | 2007 | 2008 | 2009 | 2010 | 2011 | 2012 | 2013 | 2014 | 2015 | 2016 | 2017 | 2018 | 2019 | 2020 | 2021 | 2022 |
| -------- | ---- | ---- | ---- | ---- | ---- | ---- | ---- | ---- | ---- | ---- | ---- | ---- | ---- | ---- | ---- | ---- | ---- | ---- | ---- | ---- | ---- | ---- | ---- | ---- | ---- | ---- | ---- | ---- | ---- | ---- | ---- | ---- | ---- | ---- | ---- | ---- | ---- |
| División | 2    | 2    | 1    | 2    | 2    | 2    | 1    | 2    | 1    | 2    | 2    | 2    | 1    | 1    | 1    | 1    | 1    | 1    | 1    | 1    | 1    | 1    | 1    | 1    | 1    | 2    | 1    | 1    | 1    | 1    | 1    | 1    | 1    | 1    | 1    | 1    | 1    |
| Posición | 4    | 3    | 17   | 9    | 7    | 2    | 8    | 6    | 11   | 8    | 7    | 3    | 11   | 11   | 7    | 14   | 11   | 5    | 8    | 13   | 12   | 10   | 11   | 14   | 16   | 2    | 7    | 6    | 3    | 12   | 7    | 5    | 10   | 12   | 6    | 7    | 15   |

1. ↑  en etapa de grupo
2. ↑  en etapa de grupo
3. ↑  El equipo Liaoning B fue promovido a nivel 1, pero de acuerdo a las reglas de la CFA un club solo puede ingresar 1 equipo en el nivel superior de modo que Senyang reemplazó a Liaoning B en el nivel 1.
4. ↑  Se incorpora a la liga Jia-A de 1994 por ser participante de 1992.
5. ↑  en etapa de grupo
6. ↑  no relegado
7. ↑  no relegado
8. ↑  en etapa de grupo
9. ↑  en etapa de grupo

## Jugadores

### Plantilla 2020

#### Altas y bajas 2020 (verano)
| Altas               | Altas          | Altas           | Altas          | Altas |
| Jugador             | Posición       | Procedencia     | Tipo           | Costo |
| ------------------- | -------------- | --------------- | -------------- | ----- |
| Richairo Živković   | Delantero      | Changchun Yatai | Cesión.        | --    |
| Adrian Mierzejewski | Centrocampista | Chongqing Lifan | Cesión.        | --    |
| Jown Cardona        | Centrocampista | Once Caldas     | Traspaso Libre | --    |
| Fu Yuncheng         | Defensa        | Cantera         | Promoción.     | --    |
| Han Jiaqi           | Portero        | Cantera         | Promoción.     | --    |
| Long Wenhao         | Portero        | Cantera         | Promoción.     | --    |
| Wu Chengru          | Delantero      | Cantera         | Promoción.     | --    |
| Huang Zhengyu       | Centrocampista | Cantera         | Promoción.     | --    |
| Wen Yongjun         | Centrocampista | Cantera         | Promoción.     | --    |
| Chen Siwei          | Portero        | Cantera         | Promoción.     | --    |

| Bajas          | Bajas          | Bajas            | Bajas                  | Bajas        |
| Jugador        | Posición       | Destino          | Tipo                   | Costo        |
| -------------- | -------------- | ---------------- | ---------------------- | ------------ |
| Dia Saba       | Centrocampista | Al-Nasr          | Traspaso.              | $3.000.000.  |
| Eran Zahavi    | Delantero      | PSV Eindhoven    | Rescisión de contrato. | --           |
| Ding Haifeng   | Defensa        | Hebei Fortune    | Traspaso.              | No revelado. |
| Jin Pengxiang  | Defensa        | Beijing Guoan    | Fin de cesión.         | --           |
| Zhang Chenlong | Defensa        | Agente libre     | Fin de contrato.       | --           |
| Fan Yunlong    | Centrocampista | Guizhou Hengfeng | Cesión.                | --           |
| Gui Hong       | Delantero      | Guizhou Hengfeng | Cesión.                | --           |
| Xiao Zhi       | Delantero      | Agente libre     | Fin de contrato.       | --           |

### Jugadores destacados
Europa
- Robert Caha (2001)
- Nevil Dede (2008)
- Míchel Herrero (2015)

Asia
- Kim Eun-Jung (2009)
- Sim Jae-Won (2009-2010)

África
- Benedict Akwuegbu (2002)
- Aboubakar Oumarou (2007-2008)
- Garba Lawal (2007)
- Kwame Ayew (2002-2003)

Sudamérica
- Miguel Miranda (1998, 2000)

Centroamérica
- Mauricio Wright (2003)

## Palmarés
- Jia B/Primera Liga China[31]

Subcampeón (2): 1991, 2011

## Entrenadores
- Serhiy Morozov (1994)
- Zhang Zengqun (1995)
- Li Yingfa (1996)
- Li Qiang (1996–98)
- Ademar Braga (1999)
- Li Qiang (1999)
- Valery Nepomnyashchy (2000)
- Henryk Kasperczak (2000–01)
- Alain Laurier (2001)
- Toni (julio de 2002–diciembre de 2002)
- Dragoslav Stepanović (junio de 2003–diciembre de 2003)
- Bob Houghton (noviembre de 2005–junio de 2006)
- Martin Koopman (2006)
- Milan Živadinović (2007)
- Slobodan Santrač (enero de 2008–junio de 2008)
- Zhu Bo (julio de 2008–octubre de 2009)
- Hao Wei (octubre de 2009–junio de 2010)
- Miodrag Ješić (junio de 2010 – 2010)
- Li Shubin (febrero de 2011–noviembre de 2011)
- Sérgio Farias (noviembre de 2011–mayo de 2013)[32]
- Li Bing (interino) (mayo de 2013–junio de 2013)
- Sven-Göran Eriksson (junio de 2013–noviembre de 2014)[33][34]
- Cosmin Contra (diciembre de 2014–julio de 2015)[34][35]
- Li Bing (interino) (julio de 2015–agosto de 2015)[36]
- Dragan Stojković (agosto de 2015–enero de 2020)[37]
- Giovanni van Bronckhorst (enero de 2020–diciembre de 2020)[38][39]
- Jean-Paul van Gastel (febrero de 2021–julio de 2022)
- Zhao Junzhe (interino) (julio de 2022 – agosto de 2022)
- Li Weifeng (agosto de 2022 – marzo de 2023)